# Deringo
Deringo is een bestuurslaag in het regentschap Cilegon van de provincie Banten, Indonesië. Deringo telt 5559 inwoners (volkstelling 2010).